# Prince Edward Viaduct
Der Prince Edward Viaduct (auch Bloor Street Viaduct genannt) ist eine doppelstöckige Bogenbrücke in der kanadischen Stadt Toronto. Sie überquert das östlich des Stadtzentrums gelegene Tal des Don River und verbindet die Bloor Street mit der Danforth Avenue, zwei der bedeutendsten West-Ost-Hauptverkehrsachsen der Stadt.

## Beschreibung
Die obere Ebene der Brücke trägt fünf Fahrbahnen und auf beiden Seiten einen Geh- und einen Radweg. Auf der unteren Ebene verläuft die Bloor-Danforth-Linie der Toronto Subway.
Die Brücke überquert die vierspurige Bayview Avenue, die beiden Gleise der GO-Transit-Vorortseisenbahnlinie nach Richmond Hill, den Don River, den Lower Don River Trail genannten Radweg entlang des Flusses, eine Hochspannungsleitung und den etwas erhöht liegenden, sechsspurigen Don Valley Parkway.
Der Viadukt besteht aus fünf stählernen Fachwerkbögen zwischen mächtigen Stahlbeton-Pfeilern sowie einer Betonkonstruktion mit einem kleinen Bogen, die die Zufahrt über den westlichen Hang ermöglicht. Die sichelförmigen stählernen Dreigelenkbögen haben Stützweiten von 48,2 + 73,6 + 85,8 + 73,6 + 58,2 m und jeweils vier polygonale Bogenrippen, die untereinander mit Streben und Querträgern versteift sind. Sie stützen sich auf Lager am Sockel der Pfeiler ab. Das dritte Gelenk befindet sich jeweils im oberen Gurt am Bogenscheitel, im unteren Gurt befindet sich ein Gleitlager. Die Stahlbögen sie durch Fachwerk in den Zickeln verstärkt.
Die gesamte Länge des Bauwerkes einschließlich der Widerlager und Zufahrten wird mit 494 m (1620 ft) angegeben. Die Länge zwischen den Widerlagern beträgt rund 475 m. Der Fahrbahnträger ist 26 m breit. Die Fahrbahn ist durch Übergangskonstruktionen über jedem Gelenk unterbrochen, d. h. vor und hinter jedem Pfeiler und in der Mitte zwischen ihnen.
An den Prince Edward Viaduct schließt sich 600 m weiter westlich die Rosedale Valley Bridge an, die zusammen mit dem Prince Edward Viaduct gebaut wurde und nur einem, aber ähnlich konstruierten Bogen hat.

## Geschichte

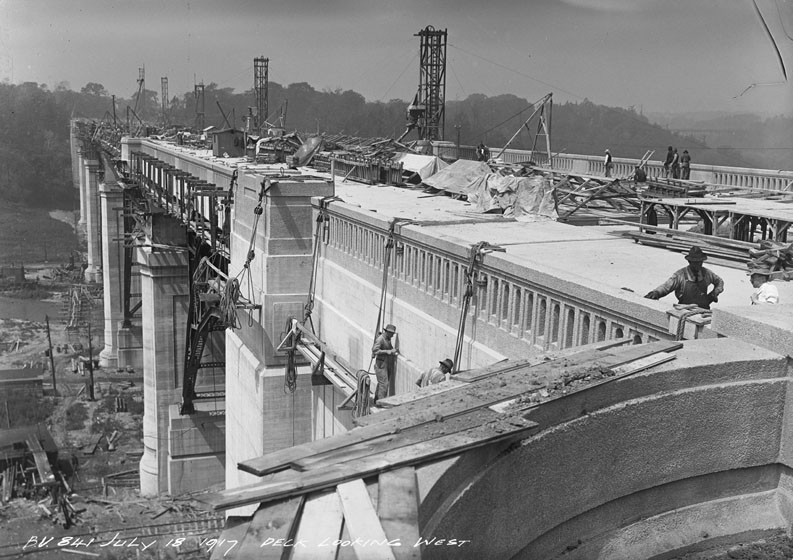
Bauarbeiten an der Brücke

1910 plante die Stadt Toronto eine neue Brücke, das Projekt scheiterte allerdings 1911 und 1912 zweimal in Folge bei einem Referendum. Die Baukosten von 2,5 Mio. Dollar galten als sehr hoch, zumal die Gegend östlich des Don River damals nur spärlich besiedelt war und die Brücke deshalb den Spitznamen Bridge to Nowhere („Brücke nach Nirgendwo“) trug. Das dritte Referendum am 1. Januar 1913 war schließlich erfolgreich. Stadtbaumeister Rowland Harris konnte durchsetzen, dass die Brücke eine zweite Ebene erhielt, um diese für ein später zu errichtendes Massenverkehrsmittel zu nutzen.
Nachdem die Stadtverwaltung eine Reihe von unterschiedlichen Entwürfen geprüft hatte, ließ sie das damals noch Bloor Street Viaduct genannte Bauwerk (und die benachbarte Rosedale Valley Bridge) von Thomas Taylor, dem Leiter eines Ingenieurteams der Stadtverwaltung, entwerfen, dem der Architekt Edmund W. Burke aus einem örtlichen Architekturbüro für die architektonische Gestaltung der Brücke zur Seite gestellt wurde.
Die Bauarbeiten begannen 1915. Bei ihrer Eröffnung am 18. Oktober 1918 erhielt die Brücke den Namen Prince Edward Viaduct, benannt nach dem Prince of Wales und späteren König Edward VIII.
Die Brücke hatte damals noch keinen Radweg, aber zwei Trambahngleise zu beiden Seiten der mittig angeordneten Laternen, und eine Pflasterung aus Holzblöcken.
Bis zum Bau der U-Bahn vergingen fast fünf Jahrzehnte. Vor der Eröffnung der Bloor-Danforth-Linie der Subway im Jahr 1966 musste die untere Ebene der Brücke nur geringfügig angepasst werden. Seither verbindet sie die Stationen Castle Frank am Westufer und Broadview am Ostufer.

## Suizide

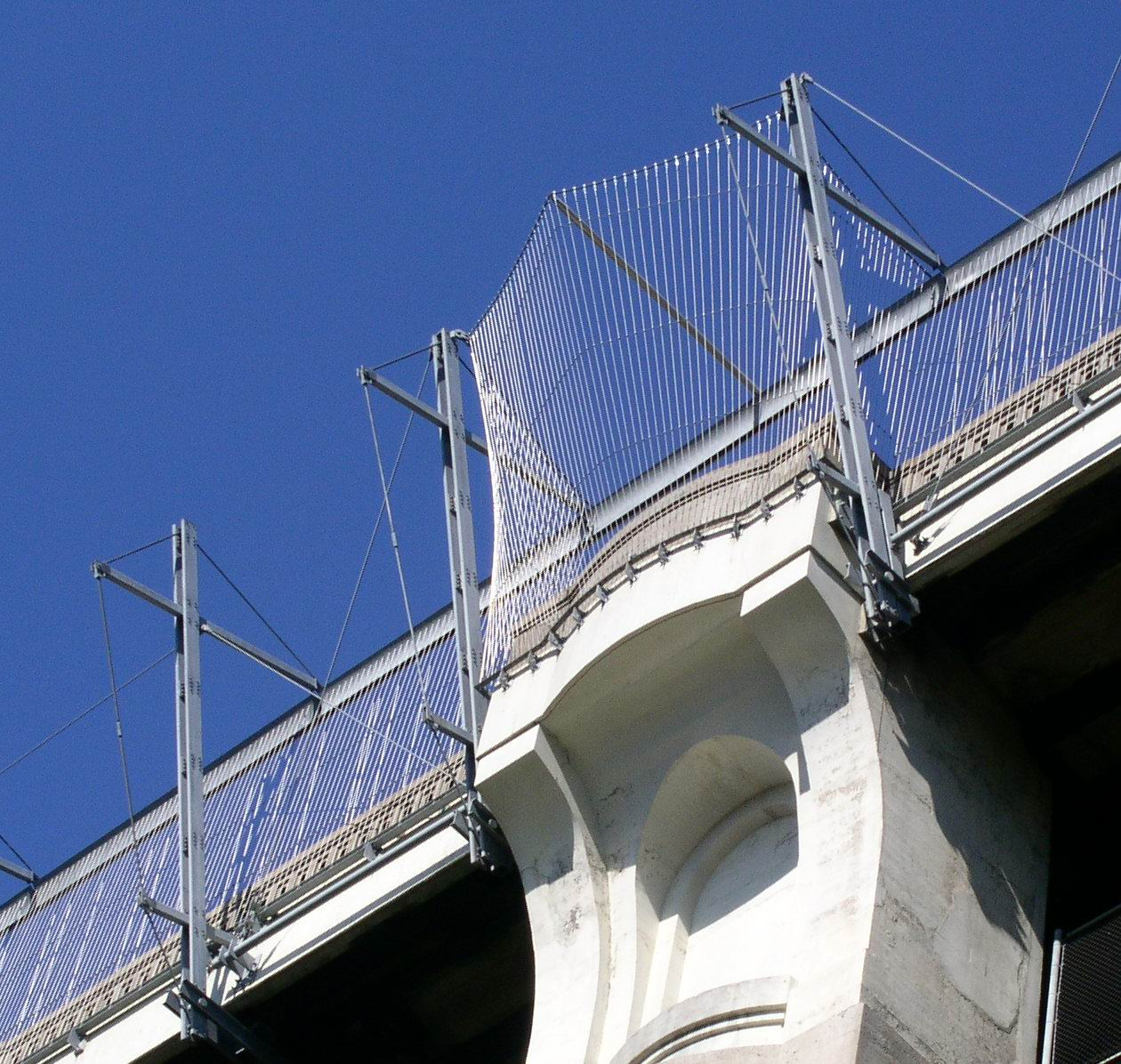
„Leuchtender Schleier“

Zum Zeitpunkt des Brückenbaus galten Suizide noch nicht als besonderes soziales Problem. Aufgrund der Leichtigkeit, sich von der Brücke in die Schlucht zu stürzen, zog der Prince Edward Viaduct im Laufe der Jahre immer mehr Selbstmörder an. Mit insgesamt über 400 Suiziden galt die Brücke als weltweit zweithäufigster Anziehungspunkt für gefährdete Menschen nach der Golden Gate Bridge.
1998 beschloss der Toronto City Council bauliche Maßnahmen, um weitere Suizide zu verhindern. Nach mehreren Verzögerungen war 2003 der «Leuchtende Schleier» (Luminous Veil) des Architekten Derek Revington vollendet. Dabei handelt es sich um 10.000 Stahlrohre von je fünf Metern Länge, die an einem angewinkelten Stahlrahmen befestigt und mit Stahlkabeln miteinander verbunden sind. Dieses preisgekrönte Design bietet seither einen effektiven Schutz gegen Suizide, ohne die Aussicht zu beeinträchtigen.

## Varia
Ein Ereignis aus der Bauzeit wird in Michael Ondaatjes Roman In der Haut eines Löwen erzählt: Kap. 2 Die Brücke. 